# Otus enganensis
Otus enganensis là một loài chim trong họ Strigidae.